# Wolfgang Schedl
Wolfgang D. Schedl (* 5. Juli 1935 in München) ist ein österreichischer  Entomologe.

## Leben und Wirken
Wolfgang Schedl wurde 1935 in München als Sohn von Herta und Karl E. Schedl geboren. Nach Besuch des Gymnasiums in Lienz, Osttirol studierte er an der Universität Wien Naturgeschichte und Geographie (Lehramt), Zoologie und Botanik. Er schloss 1960 das Studium als Mag. rer. nat. ab und wurde 1963 mit einer Arbeit über die Biologie xylomycetophager Borkenkäfer bei Wilhelm Kühnelt (1905–1988) promoviert. 
Wolfgang Schedl arbeitete zwei Jahre an der Forstlichen Bundesversuchsanstalt in Wien. Später zog er nach Innsbruck und wurde 1965 Assistent am Institut für Zoologie der Universität. 1976 wurde er dort bei Heinz Janetschek (1913–1997) habilitiert und 1992 zum außerordentlichen Professor berufen.
Seine Hauptforschungsgebiete sind die Pflanzenwespen und die Singzikaden. Er veröffentlichte aber auch Beiträge zu Ökologische Feldmethoden, Phyto-Entomologie, Blütenökologie, Tiergeographie und weitere Insekten-Taxa.

## Schriften (Auswahl)
- Hymenoptera, Unterordnung Symphyta: Pflanzenwespen, Walter de Gruyter GmbH & Co KG, 2016, ISBN 978-3-11-085790-0.
- Beitrag zur Biologie xylomycetophager Scolytiden (Coleoptera) mit besonderer Berücksichtigung der Übertragungsorgane. Wien 1963 – Dissertation
- Untersuchungen an Pflanzenwespen (Hymenoptera: Symphyta) in der subalpinen bis alpinen Stufe der zentralen Ötztaler Alpen (Tirol, Österreich). In: Veröffentlichung der Universität Innsbruck. Alpin-biologische Studien. Band 8, S. 1–88, 1976
- Hymenoptera: Unterordnung Symphyta – Pflanzenwespen. In: Handbuch der Zoologie, Insecta Teilband (Hymenoptera, Symphyta). Walter de Gruyter, Berlin, New York, Band 4, Teil 31, S. 1–132, 1991

## Auszeichnungen
- Preis des Fürstentums Liechtenstein für wissenschaftliche Forschung an der Leopold-Franzens-Universität Innsbruck (1991)
- Friedrich-Brauer Medaille der Österreichischen Entomologischen Gesellschaft (1999)
- Ehrenmitglied des Naturwissenschaftlich-medizinischen Vereins in Innsbruck (2000)

## Nachweise
- Univ.-Prof. Dr. Wolfgang Schedl. In: ZOBODAT.at. OÖ Landes-Kultur GmbH
- Hannes F. Paulus: Laudatio für Herrn Univ.-Prof. Dr. Wolfgang Schedl anlässlich der Verleihung der Friedrich-Brauer-Medaille der ÖEG am 16. März 1999 in Basel (Dreiländer-Tagung der Entomologen). In: Entomologica Austriaca. Band 3, 2001, S. 4–7  (zobodat.at [PDF]).